# تشارلز جاك بوشارد
تشارلز جاك بوشارد (بالفرنسية: Charles Joseph Bouchard)‏ هو عالم أمراض وطبيب فرنسي، ولد في 6 سبتمبر 1837 في Montier-en-Der ‏ في فرنسا، وتوفي في 28 أكتوبر 1915 في Sainte-Foy-lès-Lyon ‏ في فرنسا.